# Llista d'asteroides/156301-156400
| Nom      | Designació provisional | Data de descobriment   | Lloc de descobriment | Descobridor/s  |
| -------- | ---------------------- | ---------------------- | -------------------- | -------------- |
| 156301 - | 2001 XZ17              | 9 de desembre de 2001  | Socorro              | LINEAR         |
| 156302 - | 2001 XA18              | 9 de desembre de 2001  | Socorro              | LINEAR         |
| 156303 - | 2001 XU22              | 9 de desembre de 2001  | Socorro              | LINEAR         |
| 156304 - | 2001 XS28              | 11 de desembre de 2001 | Socorro              | LINEAR         |
| 156305 - | 2001 XQ32              | 10 de desembre de 2001 | Kitt Peak            | Spacewatch     |
| 156306 - | 2001 XS36              | 9 de desembre de 2001  | Socorro              | LINEAR         |
| 156307 - | 2001 XC42              | 9 de desembre de 2001  | Socorro              | LINEAR         |
| 156308 - | 2001 XN44              | 9 de desembre de 2001  | Socorro              | LINEAR         |
| 156309 - | 2001 XZ44              | 9 de desembre de 2001  | Socorro              | LINEAR         |
| 156310 - | 2001 XL46              | 9 de desembre de 2001  | Socorro              | LINEAR         |
| 156311 - | 2001 XD51              | 10 de desembre de 2001 | Socorro              | LINEAR         |
| 156312 - | 2001 XF55              | 10 de desembre de 2001 | Socorro              | LINEAR         |
| 156313 - | 2001 XE58              | 10 de desembre de 2001 | Socorro              | LINEAR         |
| 156314 - | 2001 XT62              | 10 de desembre de 2001 | Socorro              | LINEAR         |
| 156315 - | 2001 XY67              | 10 de desembre de 2001 | Socorro              | LINEAR         |
| 156316 - | 2001 XP68              | 11 de desembre de 2001 | Socorro              | LINEAR         |
| 156317 - | 2001 XM69              | 11 de desembre de 2001 | Socorro              | LINEAR         |
| 156318 - | 2001 XF76              | 11 de desembre de 2001 | Socorro              | LINEAR         |
| 156319 - | 2001 XR76              | 11 de desembre de 2001 | Socorro              | LINEAR         |
| 156320 - | 2001 XA78              | 11 de desembre de 2001 | Socorro              | LINEAR         |
| 156321 - | 2001 XH78              | 11 de desembre de 2001 | Socorro              | LINEAR         |
| 156322 - | 2001 XN82              | 11 de desembre de 2001 | Socorro              | LINEAR         |
| 156323 - | 2001 XL84              | 11 de desembre de 2001 | Socorro              | LINEAR         |
| 156324 - | 2001 XQ85              | 11 de desembre de 2001 | Socorro              | LINEAR         |
| 156325 - | 2001 XC98              | 10 de desembre de 2001 | Socorro              | LINEAR         |
| 156326 - | 2001 XG101             | 10 de desembre de 2001 | Socorro              | LINEAR         |
| 156327 - | 2001 XW101             | 10 de desembre de 2001 | Socorro              | LINEAR         |
| 156328 - | 2001 XP108             | 10 de desembre de 2001 | Socorro              | LINEAR         |
| 156329 - | 2001 XO110             | 11 de desembre de 2001 | Socorro              | LINEAR         |
| 156330 - | 2001 XD112             | 11 de desembre de 2001 | Socorro              | LINEAR         |
| 156331 - | 2001 XF115             | 13 de desembre de 2001 | Socorro              | LINEAR         |
| 156332 - | 2001 XY117             | 13 de desembre de 2001 | Socorro              | LINEAR         |
| 156333 - | 2001 XN125             | 14 de desembre de 2001 | Socorro              | LINEAR         |
| 156334 - | 2001 XH132             | 14 de desembre de 2001 | Socorro              | LINEAR         |
| 156335 - | 2001 XM132             | 14 de desembre de 2001 | Socorro              | LINEAR         |
| 156336 - | 2001 XC133             | 14 de desembre de 2001 | Socorro              | LINEAR         |
| 156337 - | 2001 XR133             | 14 de desembre de 2001 | Socorro              | LINEAR         |
| 156338 - | 2001 XW138             | 14 de desembre de 2001 | Socorro              | LINEAR         |
| 156339 - | 2001 XL148             | 14 de desembre de 2001 | Socorro              | LINEAR         |
| 156340 - | 2001 XU150             | 14 de desembre de 2001 | Socorro              | LINEAR         |
| 156341 - | 2001 XA153             | 14 de desembre de 2001 | Socorro              | LINEAR         |
| 156342 - | 2001 XT154             | 14 de desembre de 2001 | Socorro              | LINEAR         |
| 156343 - | 2001 XE163             | 14 de desembre de 2001 | Socorro              | LINEAR         |
| 156344 - | 2001 XT165             | 14 de desembre de 2001 | Socorro              | LINEAR         |
| 156345 - | 2001 XX168             | 14 de desembre de 2001 | Socorro              | LINEAR         |
| 156346 - | 2001 XY169             | 14 de desembre de 2001 | Socorro              | LINEAR         |
| 156347 - | 2001 XS170             | 14 de desembre de 2001 | Socorro              | LINEAR         |
| 156348 - | 2001 XW171             | 14 de desembre de 2001 | Socorro              | LINEAR         |
| 156349 - | 2001 XA175             | 14 de desembre de 2001 | Socorro              | LINEAR         |
| 156350 - | 2001 XS179             | 14 de desembre de 2001 | Socorro              | LINEAR         |
| 156351 - | 2001 XW182             | 14 de desembre de 2001 | Socorro              | LINEAR         |
| 156352 - | 2001 XF184             | 14 de desembre de 2001 | Socorro              | LINEAR         |
| 156353 - | 2001 XC189             | 14 de desembre de 2001 | Socorro              | LINEAR         |
| 156354 - | 2001 XO205             | 11 de desembre de 2001 | Socorro              | LINEAR         |
| 156355 - | 2001 XB207             | 11 de desembre de 2001 | Socorro              | LINEAR         |
| 156356 - | 2001 XU207             | 11 de desembre de 2001 | Socorro              | LINEAR         |
| 156357 - | 2001 XZ208             | 11 de desembre de 2001 | Socorro              | LINEAR         |
| 156358 - | 2001 XF214             | 11 de desembre de 2001 | Socorro              | LINEAR         |
| 156359 - | 2001 XV214             | 13 de desembre de 2001 | Socorro              | LINEAR         |
| 156360 - | 2001 XP215             | 14 de desembre de 2001 | Socorro              | LINEAR         |
| 156361 - | 2001 XU217             | 14 de desembre de 2001 | Socorro              | LINEAR         |
| 156362 - | 2001 XN224             | 15 de desembre de 2001 | Socorro              | LINEAR         |
| 156363 - | 2001 XZ228             | 15 de desembre de 2001 | Socorro              | LINEAR         |
| 156364 - | 2001 XG233             | 15 de desembre de 2001 | Socorro              | LINEAR         |
| 156365 - | 2001 XD235             | 15 de desembre de 2001 | Socorro              | LINEAR         |
| 156366 - | 2001 XV237             | 15 de desembre de 2001 | Socorro              | LINEAR         |
| 156367 - | 2001 XC248             | 14 de desembre de 2001 | Palomar              | NEAT           |
| 156368 - | 2001 XR252             | 14 de desembre de 2001 | Socorro              | LINEAR         |
| 156369 - | 2001 XD253             | 14 de desembre de 2001 | Socorro              | LINEAR         |
| 156370 - | 2001 XC260             | 9 de desembre de 2001  | Socorro              | LINEAR         |
| 156371 - | 2001 YN4               | 22 de desembre de 2001 | Socorro              | LINEAR         |
| 156372 - | 2001 YT4               | 23 de desembre de 2001 | Kingsnake            | J. V. McClusky |
| 156373 - | 2001 YR12              | 17 de desembre de 2001 | Socorro              | LINEAR         |
| 156374 - | 2001 YU16              | 17 de desembre de 2001 | Socorro              | LINEAR         |
| 156375 - | 2001 YG23              | 18 de desembre de 2001 | Socorro              | LINEAR         |
| 156376 - | 2001 YB28              | 18 de desembre de 2001 | Socorro              | LINEAR         |
| 156377 - | 2001 YQ41              | 18 de desembre de 2001 | Socorro              | LINEAR         |
| 156378 - | 2001 YS47              | 18 de desembre de 2001 | Socorro              | LINEAR         |
| 156379 - | 2001 YJ64              | 18 de desembre de 2001 | Socorro              | LINEAR         |
| 156380 - | 2001 YL70              | 18 de desembre de 2001 | Socorro              | LINEAR         |
| 156381 - | 2001 YT71              | 18 de desembre de 2001 | Socorro              | LINEAR         |
| 156382 - | 2001 YU73              | 18 de desembre de 2001 | Socorro              | LINEAR         |
| 156383 - | 2001 YE80              | 18 de desembre de 2001 | Socorro              | LINEAR         |
| 156384 - | 2001 YS81              | 18 de desembre de 2001 | Socorro              | LINEAR         |
| 156385 - | 2001 YC83              | 18 de desembre de 2001 | Socorro              | LINEAR         |
| 156386 - | 2001 YR87              | 18 de desembre de 2001 | Socorro              | LINEAR         |
| 156387 - | 2001 YQ100             | 17 de desembre de 2001 | Socorro              | LINEAR         |
| 156388 - | 2001 YE101             | 17 de desembre de 2001 | Socorro              | LINEAR         |
| 156389 - | 2001 YJ102             | 17 de desembre de 2001 | Socorro              | LINEAR         |
| 156390 - | 2001 YM103             | 17 de desembre de 2001 | Socorro              | LINEAR         |
| 156391 - | 2001 YX107             | 17 de desembre de 2001 | Socorro              | LINEAR         |
| 156392 - | 2001 YA113             | 18 de desembre de 2001 | Palomar              | NEAT           |
| 156393 - | 2001 YA124             | 17 de desembre de 2001 | Socorro              | LINEAR         |
| 156394 - | 2001 YA139             | 23 de desembre de 2001 | Kitt Peak            | Spacewatch     |
| 156395 - | 2001 YS140             | 17 de desembre de 2001 | Socorro              | LINEAR         |
| 156396 - | 2001 YH146             | 18 de desembre de 2001 | Palomar              | NEAT           |
| 156397 - | 2001 YK147             | 18 de desembre de 2001 | Anderson Mesa        | LONEOS         |
| 156398 - | 2001 YC153             | 19 de desembre de 2001 | Anderson Mesa        | LONEOS         |
| 156399 - | 2001 YA156             | 20 de desembre de 2001 | Palomar              | NEAT           |
| 156400 - | 2001 YR161             | 19 de desembre de 2001 | Anderson Mesa        | LONEOS         |